# Парсонс, Лоуренс, 2-й граф Росс
Лоуренс Парсонс, 2-й граф Росс (англ. Lawrence Parsons, 2nd Earl of Rosse ; 21 мая 1758 — 24 февраля 1841) — ирландский пэр. Он был известен как сэр Лоуренс Парсонс, 5-й баронет, с 1791 по 1807 год.

## Биография

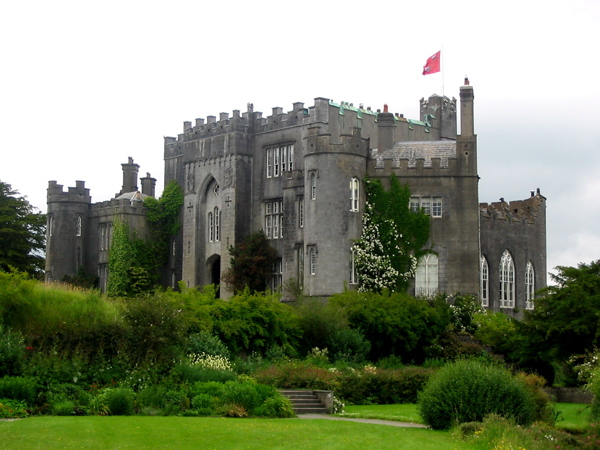
Замок Бирр, графство Оффали

Родился 21 мая 1758 года. Старший сын сэра Уильяма Парсонса, 3-го баронета (1731—1791), и Мэри Клер. Он получил образование в Тринити-колледже Дублинского университета (Дублин, графство Дублин), получив степень бакалавра гуманистических наук и степень доктора права.
1 мая 1791 года после смерти своего отца Лоуренс Парсонс унаследовал титул 5-го баронета Парсонса из замок Бирр, графство Кингс (графство Оффали).
Лоуренс Парсонс заседал в Ирландской палате общин от Дублинского университета (1782—1790) и графства Кингс (1791—1801) и в Палате общин Великобритании от графства Кингс (1801—1807).
20 апреля 1807 года после смерти своего дяди, Лоуренса Хармана Парсонса, 1-го графа Росса (1749—1807), не имевшего наследников мужского пола, Лоуренс Парсонс унаследовал титулы 2-го графа Росса и 2-го барона Оксмантауна.
Он также занимал пост губернатора графства Кингс с 1792 года до упразднения этой должности в 1831 году.
В 1809 году он стал одним из генеральных почтмейстеров Ирландии вместе с Чарльзом О’Нилом, 1-м графом О’Нилом, с которым он присутствовал на закладке фундамента нового Главпочтамта в Дублине 12 августа 1814 года.
Позже он заседал в Палате лордов в качестве ирландского представителя пэра с 1809 по 1841 год и занимал пост хранителя рукописей графства Кингс с 1828 года до своей смерти.

## Брак и дети
1 мая 1797 года лорд Лоуренс Парсонс женился на Элис Ллойд (? — 4 мая 1867), дочери Джона Ллойда и Джейн Ле Хант. У супругов было пятеро детей:
- Леди Джейн Парсонс (? — 31 декабря 1883), в 1835 году она вышла замуж за Артура Эдварда Нокса (1808—1886), от брака с которым у неё было два сына и три дочери.
- Уильям Парсонс, 3-й граф Росс (17 июня 1800 — 31 октября 1867), старший сын и преемник отца.
- Достопочтенный Джон Клер Парсонс (17 августа 1802 — 10 августа 1828)
- Достопочтенный Лоуренс Парсонс (2 ноября 1805 — 22 ноября 1894)
- Леди Алисия Парсонс (1815 — 21 января 1885), в 1837 году она вышла азмуж за сэра Эдварда Конроя, 2-го баронета.